# OpenVanilla
OpenVanilla（簡稱OV）計畫在台灣也常被稱為「香草輸入法」，是一套跨平台的輸入法及文字輸出的處理架構；於 2004 年開始開發，迄今已有 Mac OS X，Windows 以及供 Linux／FreeBSD 各種作業系統使用的版本，可處理簡繁中文、台語白話字、日文以及藏文等語言。OV 也是一套開放原始碼的自由軟體。

## 簡介
OV 最初設計的目的，是為了解決 Mac OS X 上繁體中文輸入法不盡理想的長久問題。OV 延續 SpaceChewingOSX 與 香草輸入法 的開放源碼模式，提出一套架構，讓撰寫輸入法變得更加容易。其後因為其框架的設計彈性，加入了文字輸出過濾器（output filter），讓 OV 成為相當適合實驗各種輸入法的環境。
Mac OS X 上的 OpenVanilla，是 Universal Binary 的執行檔，因此無論在使用 PowerPC 或是 Intel 的 CPU 的麥金塔電腦上，均可使用。
OV 的安裝套件中，包含程式核心，以及輸入法模組、文字輸出模組、詞彙管理模組以及偏好設定程式。

## 開發團隊
OV 的開發者包括：劉燈、姜天戩、劉康民、楊維中、陳侃如、洪任諭、張琮翔、陳柏中等人。

## 套件模組內容
OV 團隊本身提供了繁體中文的注音、智慧型注音輸入法：酷音（使用新酷音輸入法團隊的 libchewing）、行列、泛用輸入法、Holo（「台語」）白話字以及藏文輸入法。透過泛用輸入法模組，使用者可以自行創建新的輸入法，或者將公開取得的輸入法資料表拷貝至資料目錄中，即可擁有諸如繁體倉頡、簡易、大易、簡體拼音、五筆等等輸入法。
在文字輸出上，目前的模組可以做到即時的「打繁出簡」、「打簡出繁」、字根反查，以及全形文字輸出、歐語智慧引號等功能。

## 發展過程
- 1.1.0 2016年10月20日
- 1.0.11 2014年10月28日
- 1.0.2 2012年11月9日
- 1.0.0 2012年10月23日
- 0.9.1 2010年8月8日
- 0.8.0 2007年10月27日
- 0.7.2 2006年6月25日
- 0.7.1 2005年8月12日
- 0.6.3 2005年1月19日
- 0.6.2 2004年12月24日
- 0.6.1 2004年12月19日
- 0.6 2004年12月5日
- 0.0.4 2004年11月13日
- 0.0.2 2004年10月31日
- 0.0.1 2004年10月25日

## 外部連結
- OpenVanilla 官方網站（页面存档备份，存于）
- OpenVanilla 討論區（页面存档备份，存于）（Google Group）
- OpenVanilla 開發專案網頁（页面存档备份，存于）（GitHub）
- 論文：OpenVanilla – A Non-Intrusive Plug-In Framework of Text Services（页面存档备份，存于）
- 新酷音輸入法（页面存档备份，存于）
- ChewingOSX（页面存档备份，存于）
  - SpaceChewingOSX
- 香草輸入法